# 范宏 (共和国)
范宏（1962年10月—），女，汉族，辽宁本溪人，中华人民共和国政治人物，曾任中共哈尔滨市委常委、组织部部长，现任黑龙江省人大常委会副主任。